# Месми
Месми́ (фр. Maissemy) — коммуна во Франции, находится в регионе Пикардия. Департамент коммуны — Эна. Входит в состав кантона Сен-Кантен-1. Округ коммуны — Сен-Кантен.
Код INSEE коммуны — 02452.

## Население
Население коммуны на 2010 год составляло 245 человек.
| 1962 | 1968 | 1975 | 1982 | 1990 | 1999 | 2010 |
| ---- | ---- | ---- | ---- | ---- | ---- | ---- |
| 212  | 213  | 203  | 174  | 157  | 194  | 245  |

## Экономика
В 2010 году среди 151 человека трудоспособного возраста (15—64 лет) 110 были экономически активными, 41 — неактивными (показатель активности — 72,8 %, в 1999 году было 77,0 %). Из 110 активных жителей работали 103 человека (55 мужчин и 48 женщин), безработных было 7 (4 мужчины и 3 женщины). Среди 41 неактивных 9 человек были учениками или студентами, 22 — пенсионерами, 10 были неактивными по другим причинам.